# Barrière de Grenelle
La barrière de Grenelle, anciennement appelée barrière des ministres, est une ancienne barrière d'octroi de l'enceinte des Fermiers généraux.

## Situation
La barrière de Grenelle était située à l'extrémité de la rue Dupleix, à proximité de la barrière de l'École-Militaire.

## Origine du nom
Elle était appelée « barrière de Grenelle » car située sur le territoire de la plaine de Grenelle. Elle porte aussi à partir de 1792 le nom de « barrière des ministres »,.

## Historique
Les deux pavillons et guérites qui composaient la barrière de Grenelle ont été construits entre 1784 et 1785 selon les plans de l'architecte Claude-Nicolas Ledoux.
Pendant la Révolution française, le 11 juillet 1789, le peuple de Paris s'attaque aux barrières d'octroi. Celle de Grenelle est fortement endommagée, mais est très vite réparée.
Le 26 avril 1792, les deux bâtiments de la barrière sont soumissionnés pour acquisition par François Gabriel Courrejolles, ingénieur du roi à Saint-Domingue,.
Le 1er juillet 1794, un cabaret est installé dans l'un des deux pavillons à l'initiative du citoyen Romaigné, qui le loue, cet emplacement permettant d'attirer une clientèle de voituriers des villages voisins. Cependant, à la suite de l'explosion de la poudrerie de Grenelle, une partie du toit est soufflée. Le deuxième pavillon est quant à lui dans un très mauvais état, on ne peut même pas y entrer.

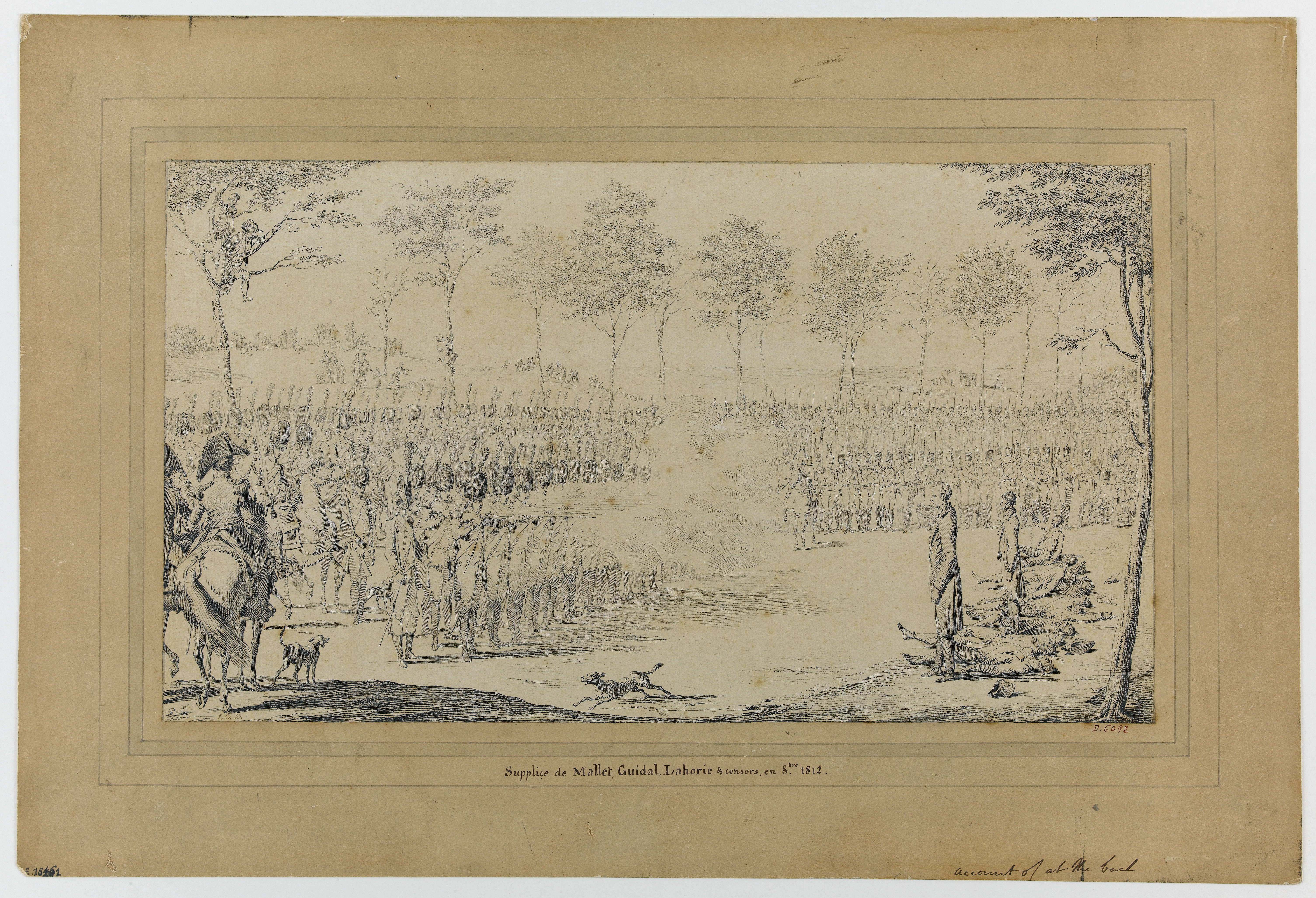
Exécution des généraux Mallet, Guidal, Lahorie et consors, ayant conspirés contre le gouvernement de Napoléon Bonaparte.

Elle est le lieu, sous le Premier Empire et jusqu'à Napoléon III, de nombreuses exécutions militaires,.
Armand de Chateaubriand, cousin germain de l'écrivain François-René de Chateaubriand, y est exécuté le 31 mars 1809 du fait de ses activités royalistes.
Le 29 octobre 1812, à la suite de la tentative de coup d'État contre Napoléon Ier qui a eu lieu trois jours plus tôt, les généraux Claude-François de Malet, Victor Fanneau de La Horie, Victor Fanneau de La Horie, ainsi que plusieurs officiers et sous-officies, y sont fusillés,. Le dernier condamné par la commission militaire dans cette affaire, Alexandre André Boutreux, y subit la même sentence le 30 janvier 1813.
Le 1er janvier 1847, une adjudication de travaux est ouverte pour la construction d'une grille en fer pour la barrière de Grenelle,. Le 30 décembre 1847, le conseil municipal de la ville de Paris approuve la construction de cette grille et vote la somme de 19 160 francs pour cette dépense.
Elle est décrite comme peu fréquentée au milieu du XIXe siècle ; le bâtiment d'octroi est cependant considéré comme « remarquable ».
La barrière est supprimée le 1er janvier 1860 avec l’ensemble des barrières du Mur des Fermiers généraux, lors du déplacement de l'octroi à l'enceinte de Thiers.

## Description
La barrière était composée de deux pavillons en pierre de taille et en brique, avec péristyle de 4 colonnes carrées. Elles étaient surmontées d'un fronton avec un motif architectural à refends et bossage,.

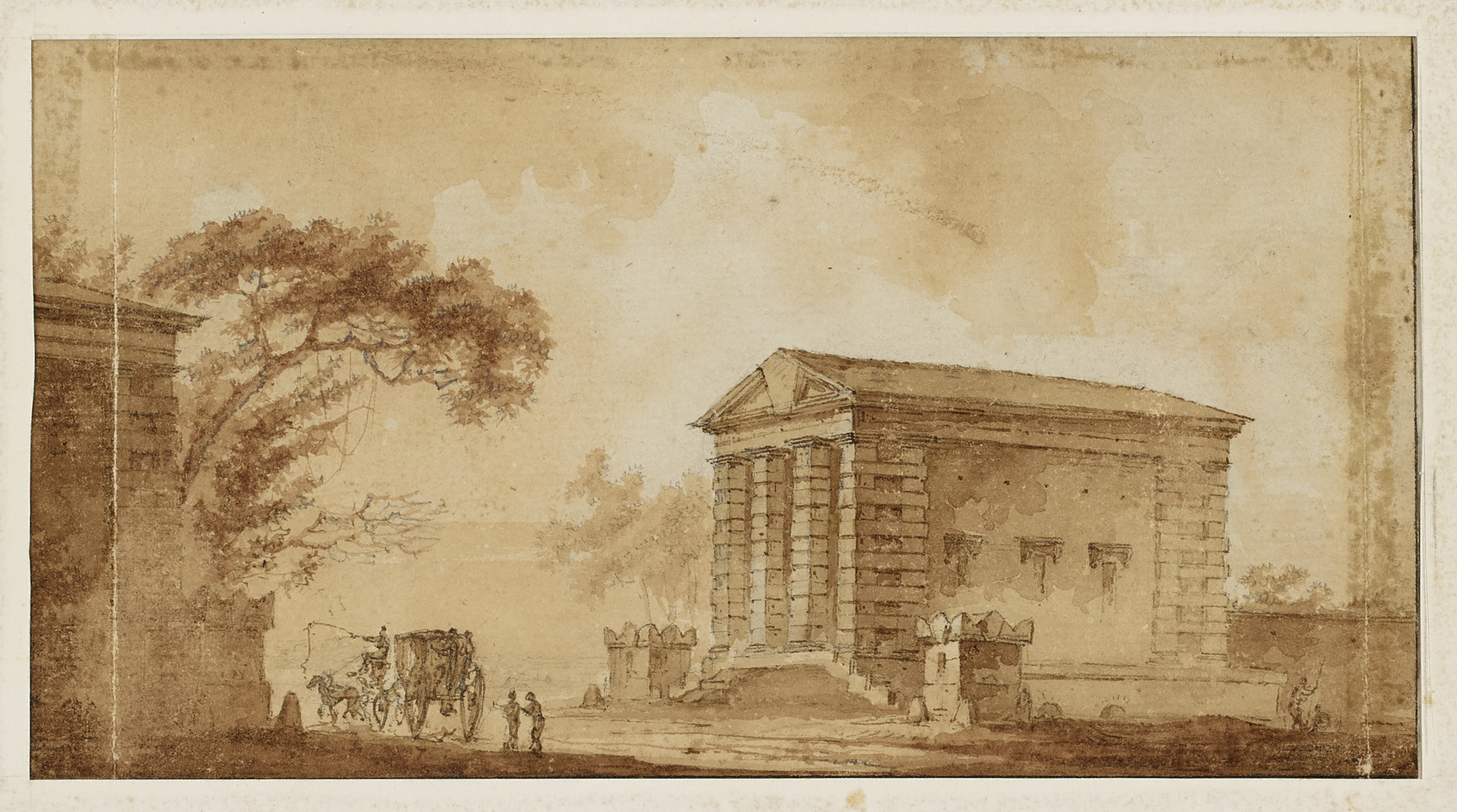
Dessin de la barrière de Grenelle, état d'avant 1805.
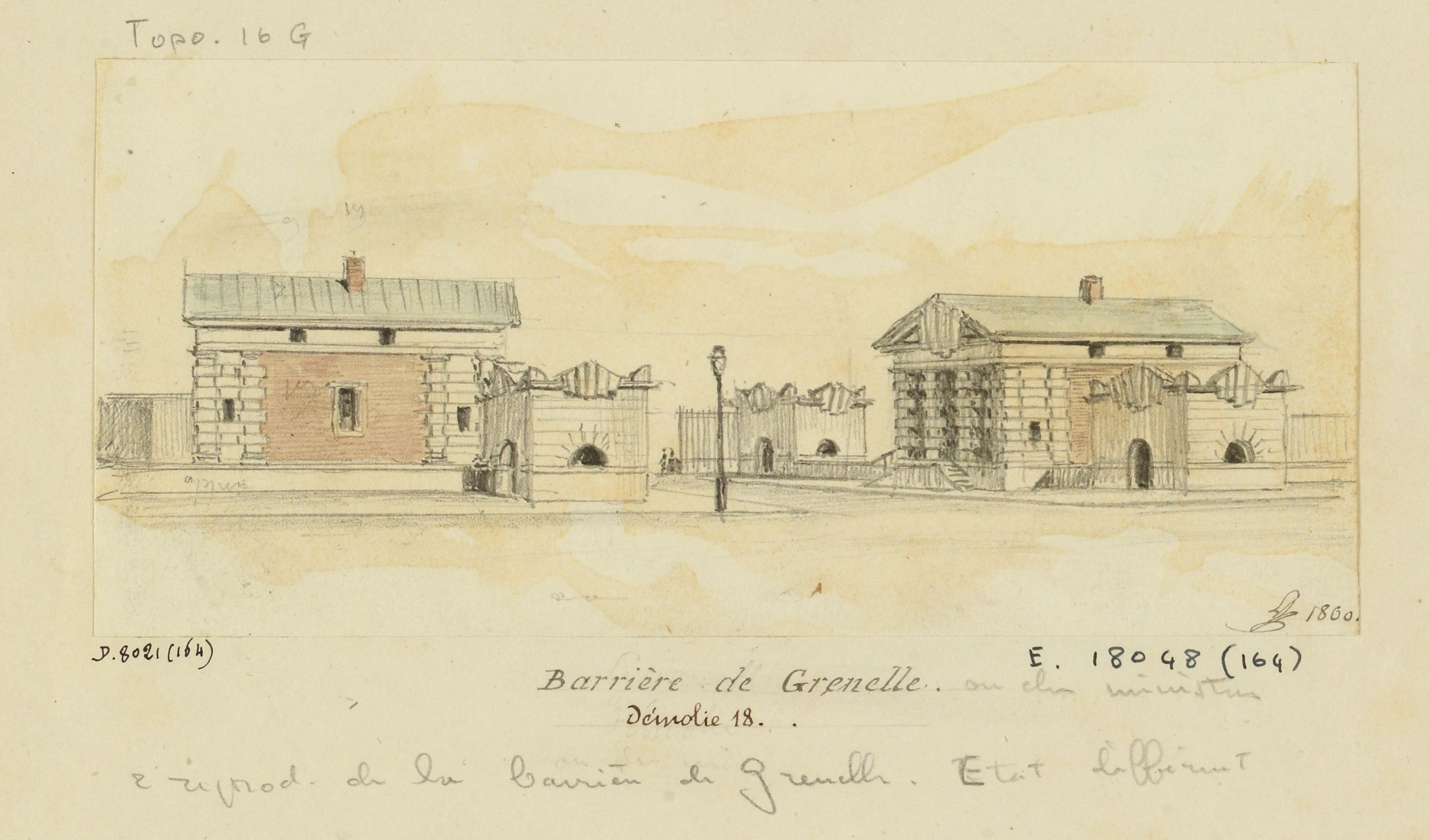
Dessin de la barrière de Grenelle en 1860, avant sa démolition.